# Avunculat
L'avunculat (del terme llatí de parentiu avunculus, 'oncle matern') és una relació social mantinguda entre el germà d'una dona i el fills o filles d'aquesta, on l'oncle ocupa un lloc de privilegi en el sistema de parentiu o en la criança dels nebots, relació típica de les societats basades en el parentiu per línia materna. En la legislació d'herències, consistiria en la transferència de béns d'oncles materns a nebots homes i d'aquests als fills homes de les seves germanes, però és un fenomen més complex en el qual també caldria tenir en compte altres aspectes culturals. Tot i que tradicionalment s'associa a societats matriarcals o matrilineals també ha aparegut en altres com esmenta Claude Lévi-Strauss, per a qui l'avunculat, des del punt de vista de l'antropologia no s'hauria de definir només com la relació amb un sol oncle, sinó que també circumscriuria a la mare, el pare, els nebots i fills en una sèrie de relacions que s'equilibrarien. L'avunculat li serveix a Lévi-Strauss com a exemple clau per exposar la seva visió de l'anàlisi estructural.

## Societats avunculars
Una societat avuncular és aquella en la qual una parella casada tradicionalment viu amb el germà gran de la mare de l'home, cosa que succeeix amb major freqüència en les societats matrilineals. El terme antropològic "residència avunculocal" es refereix a aquesta convenció, que s'ha identificat en aproximadament el 4% de les societats del món. Els chamorros de les Illes Mariannes i els taïnos de les Illes Turks i Caicos són exemples de societats que han practicat la residència avunculocal.
Aquest patró es produeix generalment quan un home obté el seu estatus, el seu lloc de treball, o els seus privilegis de la seva línia materna del parent ancià mascle més proper. Quan el fill d'una dona viu a prop del seu germà, és capaç d'aprendre més fàcilment com ha de comportar-se segons el rol que ha heretat per línia materna.
Des de l'antiguitat han existit moltes societats matriarcals com els àrabs, els hindús, els grecs i els germànics que han reconegut privilegis al nebot. També és el nebot i no el fill qui hereta propietats i dignitats en països com Egipte, Núbia i Sudan, i en zones de l'Índia i Amèrica. En la majoria dels casos, es tracta del fill de la germana, o sigui de la relació de parentiu "nebot-oncle".

## Relació de parentiu "nebot-oncle" en l'edat mitjana
La historiografia literària té en compte també situacions que s'estudien en l'antropologia, especialment en la societat medieval on les relacions de parentiu són sovint un dels seus aspectes de més interès. "Entre les relacions de parentiu més singulars en l'edat mitjana sobresurten les de nebot-oncle. És una de les estructures de parentesc que es consoliden a final del segle x, segons la qual l'oncle matern cedeix la seva filla al seu nebot; és a dir, s'acordaven unes aliances entre cosins creuats. […] En la ficció seran especialment recordades les de Rotllan-Carlemany, Guillem-Vivien o Tristany - el rei Marc." Parentius que es desenvolupen dins la tradició èpica de l'edat mitjana de les cançons de gesta —en concret en les cançons de gesta franceses de la Cançó de Rotllan i de la Cançó de Guillem, els dos primers parentius— i dins la narrativa cavalleresca de la matèria de Bretanya —el Tristany—, el tercer parentiu.

### Exemples de relacions "nebot-oncle" característiques de la literatura medieval:[9]

#### Rotllan-Carlemany[8]

##### Nota EmilianenseArxivat2016-10-10 aWayback Machine.[10][11]
| In era ·d ccc xvi· venit Carlus rex ad Cesaragusta. In his diebus habuit duodecim neptis; unusquisque habetat tria milia equitum cum loricis suis. Nomina ex his Rodlane, Bertlane, Oggero Spatacurta, Ghigelmo Alcorbitanas, Olivero et episcopo domini Torpini. Et unusquisque singulos menses serbiebat ad regem cum scolicis suis. [llatí. De Riquer, pàg. 25] | En el año de la era 816 vino el rey Carlos a Zaragoza. En aquellos días tenía doce sobrinos, cada uno de los cuales tenía tres mil caballeros con sus lorigas. Los nombres de éstos: Rodlane, Bweretlane, Oggero spata curta [espada corta], Ghigelmo alcorbitanas [de la nariz curva], Olibero y el obispo don Torpín. Y cada uno de ellos servía al rey un mes con los de su séquito. [castellà. De Riquer, pàg. 25] | L'any de l'era 816 vingué el rei Carles a Saragossa. En aquells dies tenia dotze nebots, cada un dels quals tenia tres mil cavallers amb les seves llorigues. Els seus noms: Rodlane, Bweretlane, Oggero spata curta [espasa curta], Ghigelmo alcorbitanas [de nas corbat], Olibero i el bisbe Torpí. I cadascun d'ells servia al rei un mes amb els del seu sèquit. [català] |

##### Ronsasvals, versos 1623-1626[12][13]
| Bel neps, yeu vos ac per lo mieu peccat gran De ma seror e per mon falhimant. Qu'ieu soy tos payres, tos oncles eyssamant, E vos, car senher, mon nep e mon enfant [occità. De Riquer, pàg. 71] | Buen sobrino, yo os tuve por mi gran pecado de mi hermana y por mi error, pues soy tu padre y tu tío al mismo tiempo, y vos, querido señor, mi sobrino y mi hijo. [castellà. De Riquer, pàg. 71] | Noble nephew, I had you through my great sin— My sister's fault and my great weakness— For I am both your father and your uncle, And you, beloved knight, are both my nephew and my son. [anglès. Foster, pàg. 122] | Bell nebot, jo us tingué per un pecat gran de la meva germana i pel meu error. Doncs sóc ton pare i el teu oncle al mateix temps i vos, estimat senyor, el meu nebot i mon fill. [català] |

##### LaChanson de Roland, versos 214-216:[11][14]
| Li emperere en tint sun chef enbrunc, si fuist sa barbe, afaitad sun gernun, ne ben ne mal ne respunt sun nevuld. [anglonormand. De Riquer, pàg. 70] | L'emperador la seva testa acota, la barba es toca, el mostatxo es retorça. Ni en bé ni en mal no fa al nebot resposta. [català. Jubany, pàg. 23] |

##### LaChanson de Roland, versos 2105-2110:[11][14]
| Li emperere s'estut, si l'escultat: "Seignurs", dist il, "mult malement nos vait. Rollant mis niés hoi cest jur nus defalt: jo oi al corner que guaires ne vivrat. Ki estre i voelt isnelement chevalzt. Sunez voz graisles tant que en cest ost ad." [anglonormand. De Riquer, pàg. 222] | L'emperador s'ha parat, l'ha escoltat. "Senyors -digué-, molt malament ens va, avui ens deixa el meu nebot Roland. Sé, per com corna, que gaire no viurà. Qui vulgui ser-hi, que apressi el seu cavall; tots els clarons que porteu feu sonar." [català. Jubany, pàg. 85] |

##### LaChanson de Roland, versos 2280-2283:[11][14]
| Rollant saisit e sun cors e ses armes, e dist un mot: "Vençut es li niés Carles. Iceste espee porterai en Arabe." [anglonormand. De Riquer, pàg. 234] | Prengué Roland, el seu cos i les armes. "Ja és vençut -digué- el nebot de Carles. Aquesta espasa m'emportaré a Aràbia." [català. Jubany, pàg. 90] |

##### LaChanson de Roland, versos 2402-2403:[11][14]
| Carles escriet: "U estes vos, bels niés? U est l'arcevesque e li quens Oliver?... [anglonormand. De Riquer, pàg. 244] | Carles exclama: "On sou bell nebot meu? ¿I l'arquebisbe i el pros comte Oliver?... [català. Jubany, pàg. 97] |

Dins la Chanson de Roland, altres mencions específiques de Roland com a nebot de Carlemany es troben en els versos 2774-2777, 2855-2859, 2870-2880, 2885-2891, 2892-2896, 2916-2920, 3107-3109, 3688-3692, 3750-3757 i 3768-3772

#### Guillem-Vivien
El parentiu nebot-oncle de la Cançó de Guillem és molt semblant al de la Cançó de Rotllan. Gira a l'entorn d'una reparació d'una derrota inicial on el jove i heroic Vivien, nebot de Guillem comte de Tolosa, és el prototip d'heroi extremadament valerós que finalment cau mort en una èpica batalla.

#### Tristany - El Rei Marc[16]
"Tristany, orfe des del seu naixement, es cria a casa del seu oncle matern el rei Marc de Cornualla." (pàg. 294)